# Ronda del General Mitre

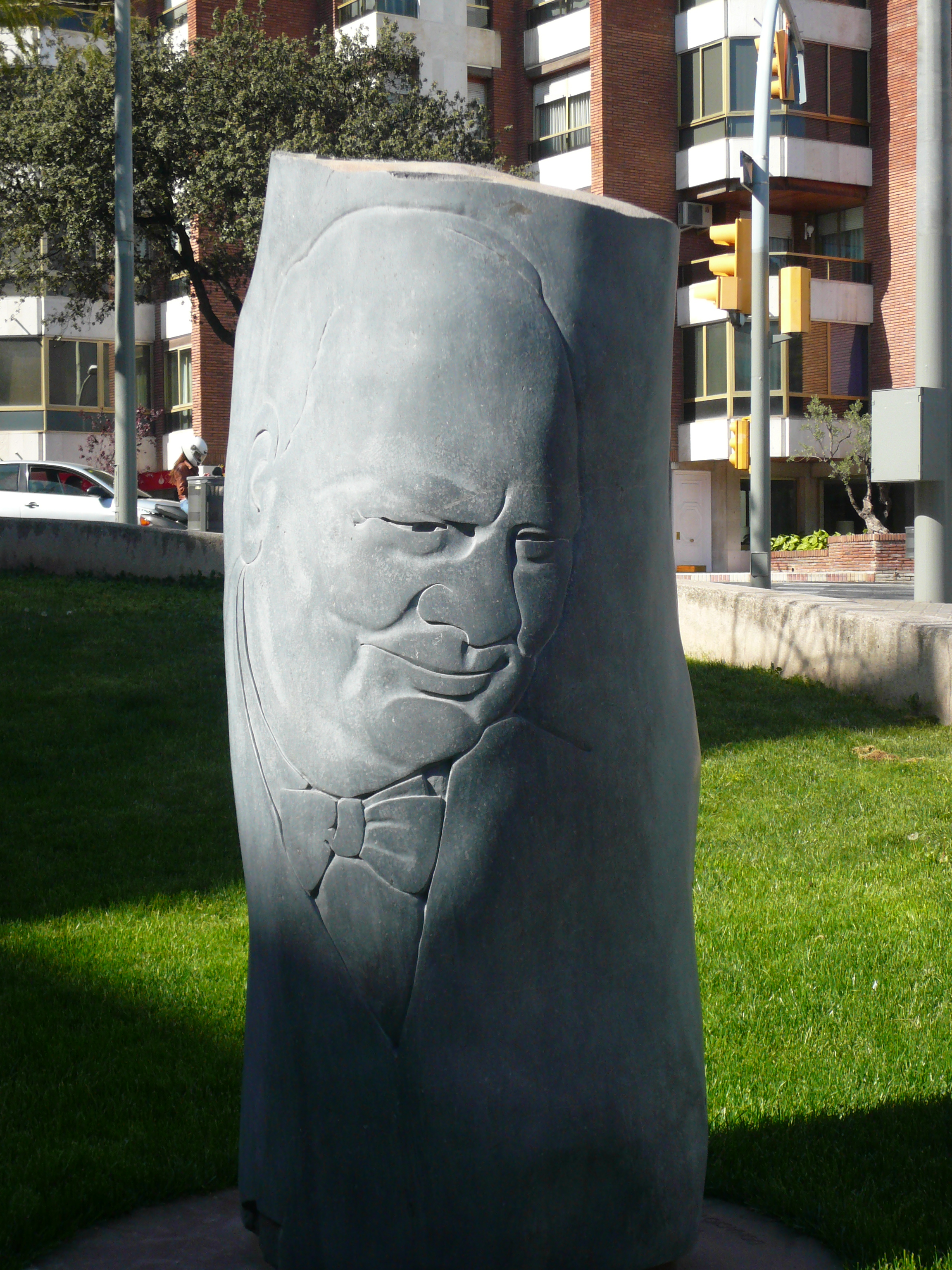
Monumento a Winston Churchill, situado en la intersección entre la ronda del General Mitre y la Vía Augusta.

La ronda del General Mitre es una avenida de Barcelona (España), situada íntegramente en el distrito de Sarriá-San Gervasio. Une la Gran Vía de Carlos III con la plaza de Lesseps y está interseccionada por la Vía Augusta. En ella se encuentra la Casa Tosquella, edificio modernista construido en 1907 y catalogado como Bien de Interés Cultural.  
Se trata de una de las arterias de la ciudad, atravesando la zona alta de Barcelona y generando así mucho tráfico diario.  Es una avenida señorial, con edificios de categoría y uno de los barrios con más renta per cápita de Barcelona. 

## Nombre
El nombre actual fue aprobado el 30 de julio de 1929 y se debe a Bartolomé Mitre, político y militar argentino que fue presidente de Argentina entre 1862 y 1868. Durante su mandato, en 1863, España reconoció la independencia de Argentina.